# Rosalia Gwis Adami
Rosalia Gwis Adami (Edolo, Itàlia, 1 d'agost de 1880 – Milà, 6 de febrer de 1930) fou una activista per la Pau i una escriptora i traductora italiana.

## Biografia
De religió protestant i de sentiments polítics inspirats en l'educació dels joves i el progrés social, Rosalia Gwis Adami va col·laborar amb revistes adreçades al públic femení i, a principis de segle, a La Vita Internazionale, la revista quinzenal fundada i dirigida per Ernesto Teodoro Moneta, òrgan de la Unió Llombarda per a la pau i l'arbitratge internacional, que era la secció italiana de la London International Arbitration and Peace Society.
Gwis Adami va fundar la Societat de la Joventut Italiana per a la Pau a Milà el 1909, seguint el model de l'École de la Paix fundada quatre anys abans a París per Horace Thivet. La Societat de les Noies Joves va ser la primera associació de dones pacifistes italiana.
L'any 1910 va participar en el XVIII Congrés Universal de la Pau, celebrat a Estocolm, proposant el projecte d'una “Europa jove”, una federació d'Estats europeus que s'estengués a tots els estats del món, com a garantia de promoure i mantenir la pau en les relacions internacionals. Gwis Adami va tornar a representar Itàlia als dos congressos successius de pau universal celebrats a Ginebra el 1912 i a Brussel·les el 1914.
El pacifisme de Gwis Adami, com el d'Ernesto Teodoro Moneta, es va combinar amb un fort sentiment patriòtic que incloïa tant el concepte de "guerra justa" com les guerres de conquesta colonial útils per exportar "civilització", com va passar el 1911 amb la el seu suport declarat per a la conquesta italiana de Líbia i especialment per a la declaració de guerra de l'entrada d'Itàlia en la Primera Guerra Mundial.
Aquestes iniciatives van provocar la fi de tota col·laboració internacional i la dissolució mateixa de la Societat de Joventut Italiana per a la Pau. Rosalia Gwis Adami es va apropar al socialisme reformista, però l'arribada del feixisme va posar fi a qualsevol compromís polític i social de Gwis Adami que, ja autor de dues novel·les de compromís social, Conscienze, publicades el 1905, i La Vergine ardente, el 1914, es va dedicar a les traduccions de l'anglès i l'espanyol, fins a la seva mort el 1930.

## Obres
- Conscienze, Milà, Llibreria Editorial Llombarda, 1905
- Més enllà del niu. Problemes i actituds de la vida femenina contemporània, Milà, A. De Mohr i Companyia, 1908
- La societat de noies italianes per la pau en els seus primers tres anys, Milà, 1912
- Europa jove. Pau amb justícia, Milà, 1913
- La Vergine ardente, Milà, Fratelli Treves, 1914
- A la frega. Resposta d'una dona a Romain Rolland, Roma, Ausònia, 1918

## Traduccions
- Vicente Blasco Ibáñez, La barraca, Milà, Bietti
- Jack London, L'aventura, Milà, Bietti, 1929
- Vicente Blasco Ibáñez, Sónnica la cortesana, Milà, Bietti, 1930
- Vicente Blasco Ibáñez, Flor de maig, Milà, Bietti, 1931